# オージェ電子

2つの観点から見たオージェ電子の発生。(a上) 脱励起を含む過程を連続的に示した図。まず入射電子(または光子)が1s準位に正孔を作る。(a下)2s電子が1s準位に遷移して正孔を埋める。この遷移による余分なエネルギーを2p電子が得ることで2p電子は放出される。よって最終的な原子状態は、2s軌道と2p軌道にそれぞれ正孔を持つことになる。(b) この過程をエネルギー準位図で示した図。この過程のことを副殻を区別して KL_{1}L_{2,3}と表記する。

オージェ電子（オージェでんし、英: Auger electron）とは、高いエネルギーによって内殻電子が励起された原子から放出される、特定のエネルギーを持った電子。名称はフランスの物理学者ピエール・オージェに由来する。なお、ピエール・オージェが最初の発見者ではなく、オージェの発表の2年前、1923年にリーゼ・マイトナーによって発見された。

## 原理
原子核に近い原子軌道にある電子が電子捕獲されたり、X線や電子線で励起され光電子等として放出されたりすると、空いた軌道に外殻から電子が遷移する。このときに放出される軌道間準位差に相当する大きなエネルギーをX線として放出したものが特性X線であり、自己電離して同等のエネルギーを持つ電子として放出されるものがオージェ電子である。ただし、オージェ電子には原子核からのクーロン力が働くため、ふつう特性X線よりも低いエネルギーをもつ。
オージェ電子の持つエネルギーは電子軌道間のエネルギー差に相当するため、ベータ崩壊などで放出される電子とは異なり、単一のスペクトルを持つ。一般に、原子番号の大きな核種になるほど、オージェ電子は放出されにくいとされている。

## 表記方法
たとえば最初に電子空孔が作られる準位がK殻、空孔を埋めるために遷移する電子の始準位がL殻、放出されるオージェ電子の準位がL殻の場合、このオージェ遷移過程をKLL遷移と表記する。